# Вечный зов (роман)
«Ве́чный зов» — эпический роман советского писателя А. С. Иванова, по которому в 1970-х годах в СССР «Мосфильмом» был снят одноимённый телевизионный многосерийный художественный фильм.
Автор романа написал сценарий фильма, который имеет отличия от сюжета романа.
Роман-эпопея «Вечный зов» создавался с 1963 по 1975 год и был опубликован в 1970—1976 годах. Первая книга романа была опубликована в журнале «Москва» в 1970 году, вторая — в 1976 году; в 1971 и в 1978 годах он печатался в «Роман-газете».
Замысел романа-эпопеи «Вечный зов» автор охарактеризовал так: «„Вечный зов“ — книга о переустройстве нашего общества, о трудной борьбе народа за социальную справедливость, за человеческое счастье и достоинство. Главная мысль романа в том, что всякая истина, и обыкновенная, житейская, а особенно социальная, достаётся людям непросто».
Первая книга романа «Вечный зов» была удостоена Государственной премии РСФСР имени М. Горького и первой премии ВЦСПС и Союза писателей СССР.

## Влияние на культуру
По роману был снят телевизионный фильм «Вечный зов», ставший очень популярным среди зрителей. Этот фильм был награждён Государственной премией РСФСР и Государственной премией СССР.
Слова персонажа романа Лахновского из пятой части романа были скомпилированы писателем Б. И. Олейником в вышедшем в 1992 году романе «Князь тьмы» под видом американской доктрины (плана) уничтожения Советского Союза. Этот фрагмент книги Олейника также известен под названием «План Даллеса», и под таким названием использован конспирологами как якобы документ США с планом развала СССР изнутри.

## Комментарии
1. ↑  См. диалоги Лахновского и Полипова в издании:
Иванов А. С. Ч. 5. Смерть и бессмертье // Вечный зов. — М.: Молодая гвардия, 1981. — С. 510—517. (Во втором издании романа те же слова Лахновского были распределены по большему числу фрагментов.)
2. ↑  См. издание:
Олейник Б. И. Князь тьмы: два года в кремле. — М.: Палея, 1992. — 80 с. — ISBN 5-86020-223-7.